# Femme Schmidt

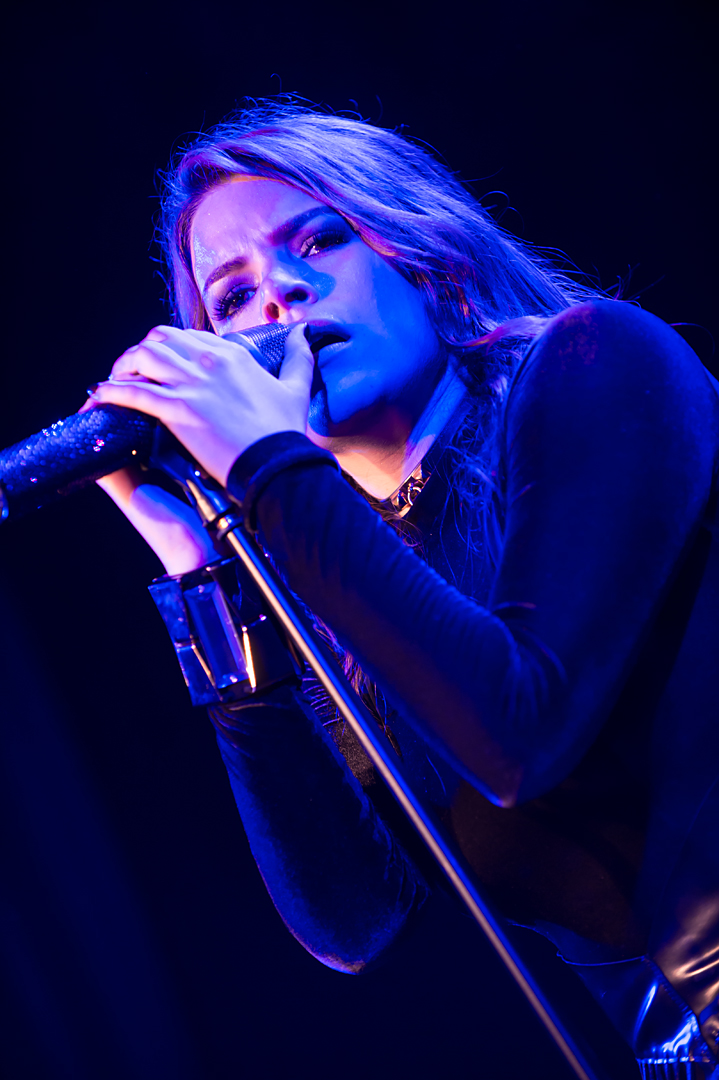
Femme Schmidt 2016 bei einem Konzert im Café Hahn in Koblenz

Femme Schmidt bzw. häufig nur Schmidt (* 14. Februar 1990 in Koblenz; bürgerlich Elisa Schmidt) ist eine deutsche Sängerin, deren Stil zwischen Popmusik und Jazz angesiedelt ist.

## Leben
Elisa Schmidt wuchs als Tochter eines Unternehmers mit ihrem älteren Bruder in Koblenz auf. Sie entwickelte als Kind den festen Wunsch, Musikerin zu werden, und nutzte fortan jede Möglichkeit, auf der Bühne zu stehen, zum Beispiel im Jugendtheater oder im Schulchor. Im Alter von 16 Jahren ging sie an das Musikinternat Hurtwood House im Süden Londons, wo sie begann, englischsprachige Songs zu schreiben. Mit 17 Jahren ging sie für ein Jahr in die USA. Anschließend machte sie in München das Abitur.
Schmidt lebt in Berlin und London.

## Werk
Im Juni 2010 unterschrieb Schmidt einen Vertrag beim Major-Label Warner Music. Im Herbst 2010 lernte sie durch deren Kontakt den Londoner Musik-Produzenten und Songwriter Guy Chambers kennen. Ursprünglich war lediglich eine Zusammenarbeit für einen Song geplant. In den folgenden Monaten schrieb sie mit Chambers gemeinsam jedoch auch alle weiteren Songs für ihr Debütalbum Femme Schmidt. Für Schmidt revidierte Chambers auch seine nach Robbie Williams’ Album Escapology getroffene Entscheidung, nicht mehr als Produzent vollständiger Albumproduktionen zur Verfügung zu stehen.
Während der Albumproduktion in London spielte Schmidt unter anderem live in Ronnie Scott’s Jazz Club, in Guy Chambers’ Veranstaltungsreihe Orgasmatron – 21st Century Cabaret und tourte mit der Hausband von Ronnie Scott. Der musikalische Leiter des Clubs, James Pearson, ist auch als Pianist auf ihrem Debütalbum zu hören.
Im Herbst 2011 veröffentlichte Schmidt ihre EP Above Sin City, die neben ihren eigenen Songs auch eine Coverversion von The Velvet Undergrounds Venus in Furs enthält. Zum Titelsong der EP, Sin City, initiierte sie einen gleichnamigen Filmpreis, an dem 85 Filmemacher aus 27 Ländern teilnahmen; zu den Juroren gehörten unter anderen Paul Verhoeven und Volker Schlöndorff. Im gleichen Zeitraum tourte Schmidt im Vorprogramm von Melanie C. Ihr Debüt-Album erschien schließlich am 18. Mai 2012.
Schmidt erzielte über Deutschland und Großbritannien hinaus internationale Aufmerksamkeit. So spielte sie im Rahmen der Musexpo 2012 im April und Mai 2012 vier Konzerte in Los Angeles, unter anderem auf einem Empfang des Managers von Lady Gaga, Troy Carter. Auf Einladung der Bavaria Film absolvierte sie einen Auftritt beim Cannes Film Festival. Schließlich war sie im November 2012 als Vorgruppe der Elton John Arena Tour in Australien. In deren Rahmen trat sie zudem in der australischen Fernsehshow The Morning Show auf Channel 7 sowie bei diversen Radiostationen Australiens auf. Ebenfalls noch im November 2012 trat Schmidt im Vorprogramm von Lionel Richie im ausverkauften Le Zenith in Paris auf.
Zu größerer Bekanntheit kam Schmidt durch den am Neujahrstag 2013 ausgestrahlten Kölner Tatort Scheinwelten, bei dem ihr Lied mit Robin Grubert, Heart Shaped Gun, als Titelmusik verwendet wurde. Es kam anschließend auch in die deutschen Singlecharts.
Am 18. Januar 2013 trat Schmidt auf der Michalsky Stylenite des Berliner Modedesigners Michael Michalsky auf. Der Auftritt wurde per Livestream ins Internet übertragen und war unter anderem auf den Seiten von FAZ.net, Bild.de und Vogue.de zu sehen.

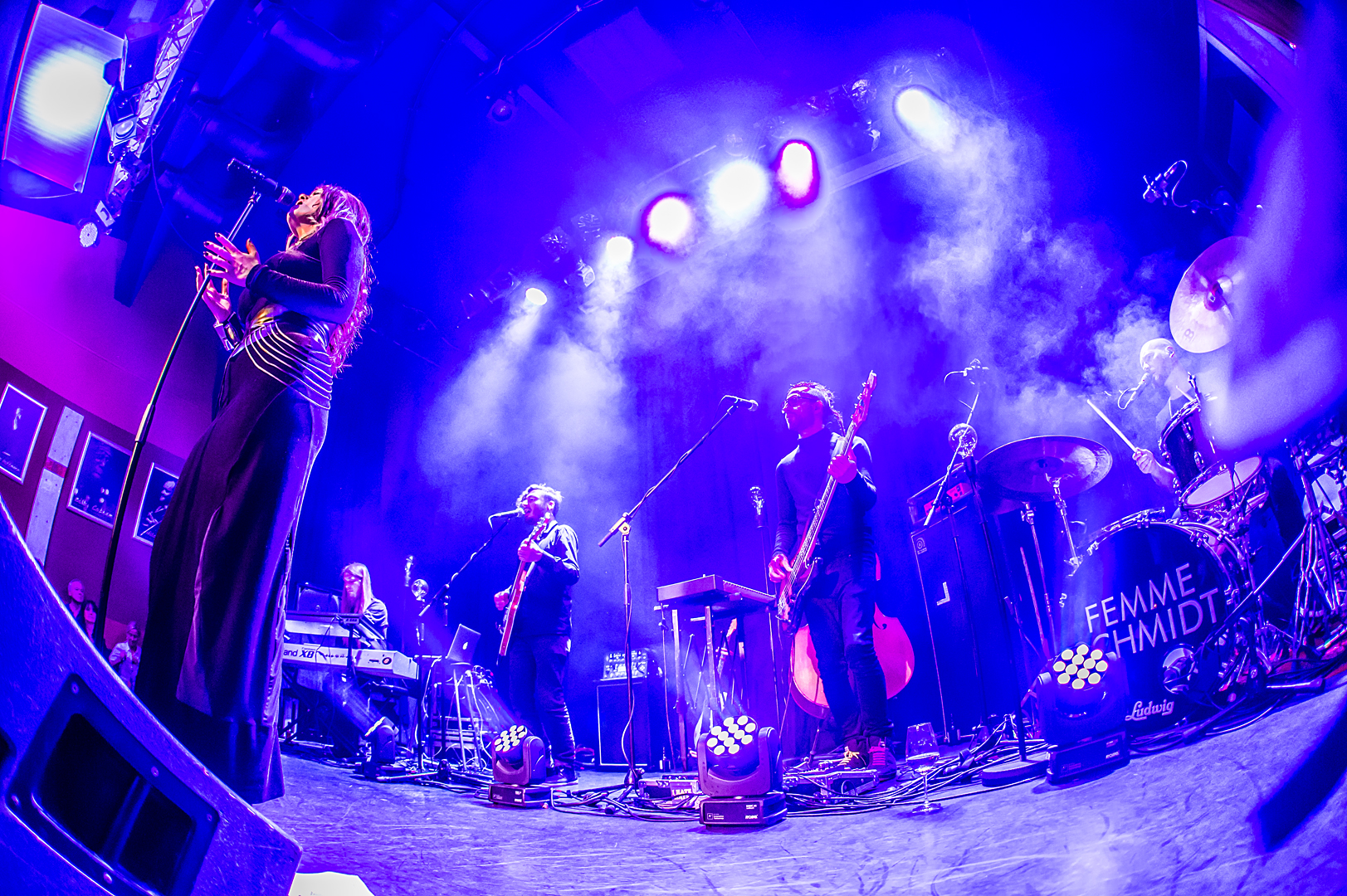
Femme Schmidt mit ihrer Band 2016 bei einem Konzert im Café Hahn in Koblenz

2014 widmete sich Schmidt hauptsächlich dem Songwriting und der Pre-Produktion des Nachfolge-Albums. Mehrere Monate war sie ununterbrochen in den USA und Skandinavien unterwegs und arbeitete mit anderen Musikern, bis sie schließlich die Londoner Kensaltown Studios fand. Dort entstand in Zusammenarbeit mit den Produzenten Glen Scott, James Bryan und Martin Terefe ihr zweites, deutlich raueres und energiegeladeneres Album RAW, ohne die Wurzeln in Jazz, Blues und Gospel zu verleugnen.
Während der Produktionsarbeiten sollte Schmidt im November 2014 als Special Guest an Bryan Ferrys Deutschland-Tournee teilnehmen, die jedoch am ersten Showtag aufgrund einer Erkrankung Ferrys abgesagt und dann im September 2015 nachgeholt wurde. Das neue Album wurde schließlich im Februar 2016 veröffentlicht.
Im September 2016 lieferte Femme Schmidt den Titelsong „Shape Of Love“ für Karoline Herfurths Regie-Debüt SMS für Dich, der Platz 1 der deutschen Kinocharts erreichte. Mit „Temple Of Tears“ war ein weiterer Femme-Schmidt-Song in dem Kinofilm vertreten. Auf Einladung von Coldplay tourte Femme Schmidt im Juni 2017 als Special Guest mit der Band auf deren Deutschland-Arena-Tour.
Schmidt schreibt auch Songs für andere Künstler, so war sie zum Beispiel 2012 Co-Autorin des Titels Richest Girl auf Ivy Quainoos Debütalbum Ivy.

## Musikstil
Guy Chambers nennt den von Schmidt und ihm kreierten Stil „Pop Noir“' Sie selbst beschreibt ihre Musik als eine Verbindung aus Cabaret-Jazz und modernen Popelementen. Als persönliche Einflüsse nennt sie u. a. Marlene Dietrich, Kurt Weill, Billie Holiday und Norah Jones.

## Trivia
Der Künstlername Schmidt entstand während der Produktion ihres Debütalbums in London. Guy Chambers und sie hätten sich sehr vom Deutschland der Goldenen Zwanziger inspirieren lassen, daher habe Chambers sie irgendwann nur noch bei ihrem typisch deutschen Nachnamen gerufen.
Die Zahl 14 bezeichnet Schmidt als ihre Glückszahl, weshalb sie eine Tätowierung mit der römischen Ziffer auf ihrem rechten Handgelenk trägt.
In deutschen und britischen Boulevard-Medien wurde über eine Affäre zwischen Schmidt und dem britischen Schauspieler Hugh Grant spekuliert. Sie selbst wies dies jedoch zurück und erklärte, sie sei mit Grant lediglich befreundet.

## Diskografie

### Alben
- Femme Schmidt, Warner Music, Mai 2012
- Femme Schmidt Deluxe, Warner Music, Dezember 2012
- RAW, Warner Music, März 2016
- The Luv Project, The Luv Records, Oktober 2019

### Singles/EPs
- EP Above Sin City, Warner Music, Oktober 2011
- Single In the Photo Booth, Warner Music, April 2012
- Single Heart Shaped Gun (in der Tatort Version mit Robin Grubert), Warner Music, Dezember 2012

### Arbeiten für andere Künstler
- Ivy Quainoo, Song Richest Girl auf dem Album Ivy, TVoG/Universal, März 2012